# Square Paul-de-Kock
Le square Paul-de-Kock est un espace vert de Romainville.

## Situation et accès
Le square est situé place de la Laïcité, anciennement place de l'Église, à l'angle de la rue Carnot.

## Description

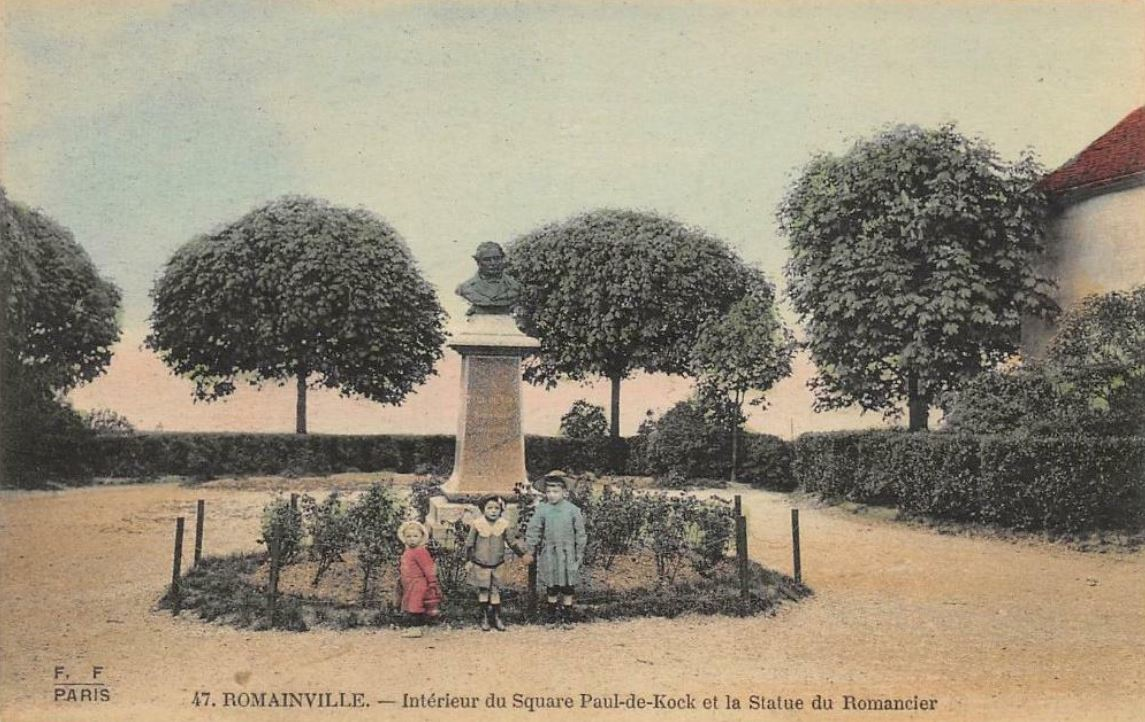
Jean-Bernard Descomps, Monument à Paul de Kock (1901).

Le square était orné d'un buste de l'écrivain, en bronze, réalisé en 1901 par le sculpteur Jean-Bernard Descomps.
Lors du bombardement de Noisy-le-Sec en 1944, une bombe explosa près du Monument à Paul de Kock qui fut retrouvée sur le billard du café l'auberge du bois perdu, situé dans la rue Paul-de-Kock, en face de l'église. Cette auberge a été détruite en 2018. Le monument n'a pas été remplacé.

## Origine du nom
Il a été nommé en hommage à l'écrivain Paul de Kock, qui demeurait dans cette ville et l'a placée dans plusieurs de ses œuvres.

## Historique
Cet espace vert a été créé sur une parcelle de terrain qui, jusqu'au début du XVIIIe siècle, était le cimetière attenant à l'église Saint-Germain-l'Auxerrois de Romainville. Il s'appelait autrefois square de l'église, nom qui est resté à l'espace vert situé devant l'hôtel-de-Ville.
Le 18 avril 1944, les bombardements endommagèrent le square et la rue.